# Феодор Святослав Тертер
Феодо́р Святосла́в Те́ртер (болг. Тодор Светослав; ?—1322) — болгарский царь в 1300—1322. Феодор был сыном царя Георгия Тертера и Марии. Его правление характеризовалось умелой и взвешенной политикой, что привело к временной стабилизации терзаемого междоусобицами и внешними врагами Тырновского царства.

## Биография до вступления на престол
Святослав был сыном Георгия Тертера и Марии. Предположительно, он родился в начале 70-х годов XIII века.

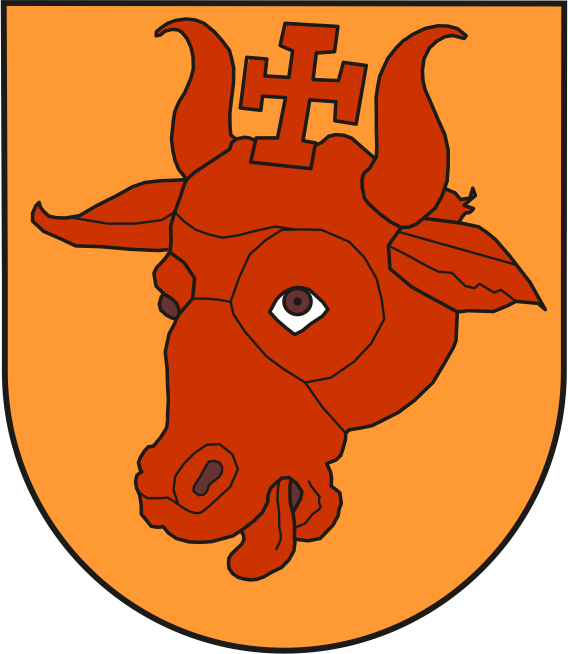
Герб династии Тертеров

В 1279 году с помощью византийцев болгарский престол занял Иван Асень III. Его главный соперник — Георгий Тертер, для обеспечения лояльности был приближен к новому царю и без его желания женат на сестре нового царя. Святослав и его мать были отправлены в Никею как заложники. После бегства Ивана Асеня III в 1280 году Георгий Тертер был избран новым царем. Он расторг брак с сестрой Ивана Асеня III и попытался вернуть первую жену и сына на родину. В 1284 (1285) Георгий Тертер  объявил Святослава наследником престола. При этом он по-прежнему находился в плену. Согласно болгарско-византийскому соглашению от 1284 года, Георгий Тертер получал обратно свою жену, но Святослав оставался заложником. Лишь посольству болгарского патриарха Иоакима III удалось устроить освобождение царского сына.
После возвращения в Тырново Святослав был объявлен соправителем отца. Вскоре Святослав стал заложником татарского тёмника Ногая — Георгий Тертер был вынужден тем самым подтвердить принятый на себя статус вассала Золотой Орды. В татарском плену царский сын царя провел около 15 лет. После свержения отца с престола Святослав оказался в состоянии крайней нужды. В этих условиях жена  Ногая Евфросинья Палеолог (внебрачная дочь Михаила VIII Палеолога) помогла устроить свадьбу Святослава и внучки богатого купца Пандолеона Ефросины — её крестной дочери. Брак с незнатной девушкой не поднял авторитет Святослава, но значительно улучшил его материальное положение.
После смерти Ногая началась борьба за власть в Золотой Орде между его сыном Чакой и претендентом на престол чингизидом Токтой. Чака проиграл и вместе с женой (дочерью Георгия Тертера) и Святославом был вынужден уйти в Болгарию. Святослав подкупил нескольких влиятельных болгарских бояр, что позволило Чаке захватить престол. Однако в 1300 году вскоре Святослав организовал его свержение и заточение в темницу, а сам провозгласил себя царем болгар.

## Правление

### Утверждение на престоле
По просьбе Токты Чака был казнен, и его голова отправлена хану в Крым. Конфликт с Золотой Ордой, таким образом, был улажен. Болгария не только в очередной раз обрела независимость, но сделала определенные территориальные приобретения, присоединив часть Бессарабии (Буджак) до Маврокастро в устье реки Днестр. Наряду с устранением татарской угрозы жизненно важное значение для Святослава имело искоренение внутренней оппозиции. Противником молодого царя стал тырновский патриарх Иоаким III, когда-то вызволивший его из византийского плена. Царь обвинил патриарха в сочувствии татарам и приказал сбросить с крепостной стены.

### Борьба с претендентами на престол
Укрепление болгарского государства не совпадало с интересами Византии. Пытаясь поддержать внутренние беспорядки в Болгарии, император Андроник II Палеолог организовал в 1301 году кампанию против царя Святослава. Во главе византийской армии был поставлен Михаил, сын Константина Тиха. Несмотря на заявления византийских летописцев, что император начал поход по призыву тырновской знати, реальной поддержки внутри Болгарии вторжение не приобрело. Армия византийцев распалась, а Михаил был покинут своими сторонниками.
Вторую попытку спровоцировать гражданскую войну Андроник II Палеолог предпринял, использовав фигуру севастократора Радослава, брата царя Смилеца. При поддержке византийской армии Радослав вторгся в Крынский деспотат — родовые владения Смилеца. Управление этими землями осуществлял дядя Святослава Алдимир. Он разбил войско Радослава и пленил 13 византийских военачальников, которых передал царю. Радослав был ослеплен и брошен в тюрьму. Святослав обменял военнопленных на своего отца, который все еще находился в византийском плену. После успешного возвращения Георгия Тертера в Болгарию Святослав доверил отцу управление одним из городов.

### Война с Византией

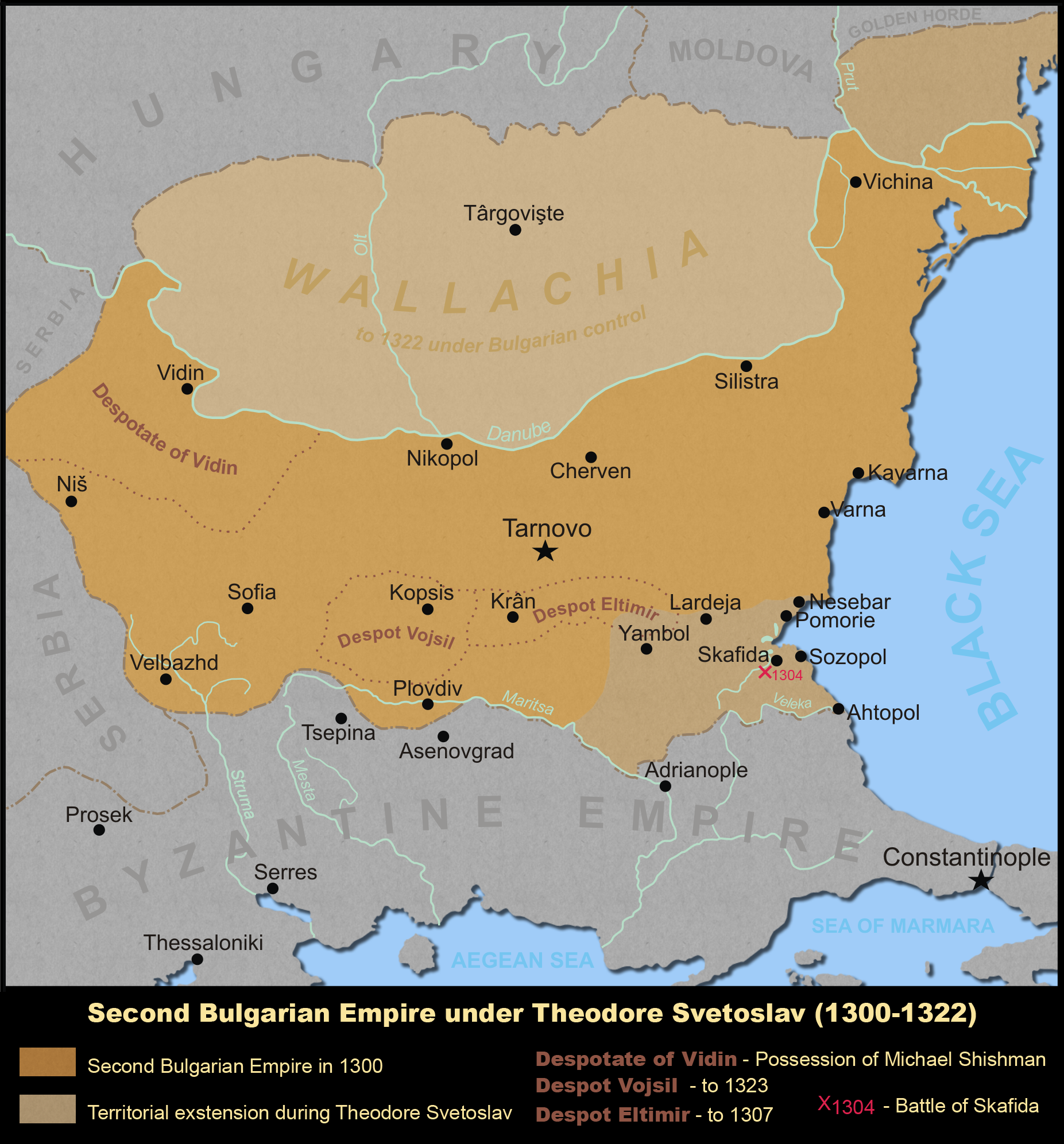
Болгария под властью Тодора Святослава

В 1304 году Святослав почувствовал себя достаточно сильным и перешел в контратаку. После успешных боевых действий под его руководством болгары заняли несколько городов в восточной части Балканских гор. Царь захватил ряд прибрежных городов — Ктению, Русокастро, Месемврию, Созополь, Анхиало, Ахтопол. В ответ Михаил IX Палеолог и его военачальник Михаил Глава Тархонт сосредоточили войска в районе Бургаса. Две армии встретились недалеко от города, у реки Скафида. После первых столкновении болгары отступили, и византийцы во главе с деспотом Войсилом, братом Смилеца и Радослава, бросились в погоню, но мост через реку рухнул под ними. Этот казус привел к тому, что победителями в битве оказались болгары. Византийский летописец Георгий Пахимер предполагал, что поражение византийцев было несчастным случаем, однако современные болгарские историки считают, что разрушение моста было ловушкой, устроенной болгарами. Как бы там ни было, итогом битвы у реки Скафида стал переход черноморского побережья под контроль болгар. После победы Святослав направился на Одрин.
В августе того же года Михаил IX Палеолог предпринял атаку на земли вокруг Сливена и подверг их опустошению. Император постепенно восстанавливал силы на побережье. Осенью Святослав вернул себе Сливен. При захвате города был захвачен константинопольский патриарх Иоанн XII Косма. После этого царь и деспот Елтимир вторглись во фракийские владения Византии.
В 1305 году византийской дипломатии удалось разрушить союз между Святославом и Елтимиром, использовав для этого Марину Смилец — жену Елтимира. Узнав о бегстве своего дяди из лагеря войск, Святослав предпринял неожиданную атаку на Крынский деспотат и взял управление им в свои руки.
В следующем 1306 году 16 000 алан, недовольных притеснениями со стороны византийского императора, обратились к Святославу с просьбой предоставить им убежище в Болгарии. Царь согласился и направил отряд численностью 1 000 человек , чтобы помочь им бежать. По пути в Болгарию аланы столкнулись с каталонскими наемниками. Учитывая их боеспособность и конфликт с византийскими властями, царь начал переговоры с их лидером Беренгария де Рокафорт, предлагая ему перейти на болгарскую сторону. Святослав пообещал Рокафорту брак со своей сестрой — вдовой Чаки. Однако переговоры не дали положительного результата. Предположительно, они были сорваны византийской дипломатией.
В конце 1306 года царь начал мирные переговоры с Византией. Андроник II Палеолог намеренно затягивал их ход, не желая мириться с потерей прибрежных городов. Святослав послал две галеры с зерном в голодающий Константинополь, чем завоевал симпатии населения, которое стало оказывать давление на императора. В 1307 году соглашение между Болгарией и Византией было подписано и скреплено браком Святослава и дочери Михаила IX Палеолога Феодоры. Соглашение подтвердило территориальные завоевания болгар.

### Мирные годы
В последующие годы Святослав стремится сохранить мир со своими соседями. Были сохранены традиционно хорошие отношения с Венецией. В 1315—1316 годах произошел конфликт между генуэзской колонией Кафа и болгарами в связи с нарушением прав генуэзцев со стороны болгарских властей. Продолжительные переговоры оказались безуспешными, и генуэзские власти запретили своим подданным торговать с болгарскими портами и даже позволили им атаковать и грабить болгарские суда. Однако в 1317 году торговые отношения были восстановлены.
Нет прямых доказательств контактов между Болгарским царством и Видинского деспотата. В связи с отсутствием данных о вооруженных конфликтах между ними предполагается, что Святослав и видинский деспот Шишман I поддерживали мир.
В последние годы своего правления Святослав активизировал свою политику по отношению к Византии. Причиной этого стал конфликт между Андроником II Палеологом и его внуком Андроником III Палеологом. Болгарский царь послал в помощь Андронику III отряд из 300 хорошо вооруженных всадников во главе с командиром Мартином. Он также предложил ему союз и дополнительные войска. Молодой император отказался от предложения, подозревая наличие у Святослава собственных целей в этом конфликте.
Феодор Святослав Тертер умер в 1322 году естественной смертью, и ему наследовал его сын, Георгий II Тертер.

## Семья
Святослав был женат на Ефросине, дочери Манкуса и внучке греческого купца Пандолеона. От этого брака у него был сын, Георгий II Тертер. После смерти жены (около 1305 года) в 1308 году царь женился на Феодоре Палеолог, дочери византийского императора Михаила IX Палеолога. От этого брака у него не было детей.